# 폴 스카던

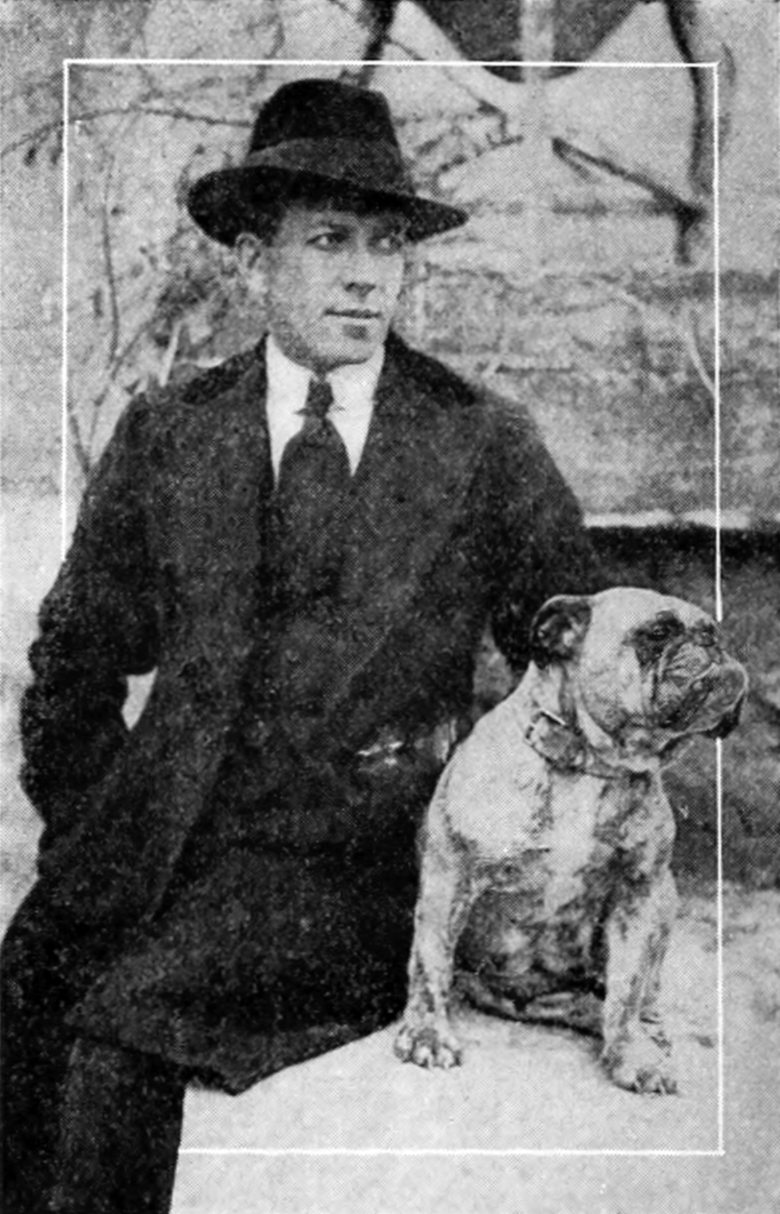

폴 스카던(Paul Scardon, 1874년 5월 6일 ~ 1954년 1월 17일)은 오스트레일리아의 배우, 영화 감독, 영화배우이다.
멜버른에서 태어났으며 폰태나에서 사망하였다. 사인은 심근 경색이다. 포리스트 론 메모리얼 파크에 매장되었다.

## 영화
- 히 워키드 바이 나이트 (1948년)
- 비밀의 문 (1948년)
- 평결 (1946년)
- 마이 페이버릿 브론드 (1942년)
- 그린 호넷 (1940년)